# El Nido, Mexiko
El Nido är en ort i Mexiko, tillhörande kommunen Zumpango i delstaten Mexiko. El Nido ligger i den centrala delen av landet och tillhör Mexico Citys storstadsområde. Orten hade 456 invånare vid folkräkningen 2010.